# Silvana Covatti
Silvana Maria Franciscato Covatti (Frederico Westphalen, 8 de dezembro de 1963) é uma professora e política brasileira filiada ao Progressistas (PP).

## Biografia
Silvana Maria Franciscato Covatti nasceu em Frederico Westphalen, no Rio Grande do Sul, em 8 de dezembro de 1963. É casada com o ex-deputado Vilson Covatti, com quem tem três filhos: Viviana, Luis Antônio e Francieli. Seu filho, Covatti Filho, também seguiu a carreira política.

## Carreira política

### Início
Silvana Covatti iniciou sua carreira política ao lado do marido, Vilson Covatti, ex-vereador de Frederico Westphalen e ex-deputado estadual e federal.

### Deputada estadual
Após 23 anos atuando nos bastidores da política, candidatou-se pela primeira vez em 2006, sendo eleita deputada estadual pelo Rio Grande do Sul com 65.547 votos.
Em 2010, foi a deputada estadual mais votada no Rio Grande do Sul, com 85.604 votos.
Ainda em 2010, Silvana Covatti foi uma das deputadas estaduais que votou a favor do aumento de 73% nos próprios salários. O fato gerou polêmica e foi tema da música "Gangue da Matriz", do músico Tonho Crocco, que citava os nomes dos 36 parlamentares favoráveis ao aumento. O então presidente da Assembleia, Giovani Cherini, moveu uma ação contra o músico, mas posteriormente retirou a queixa.
Nas eleições de 2014, foi reeleita com 89.130 votos, sendo a mais votada de seu partido e a quarta no geral.
Nas eleições de 2018, foi reeleita para seu quarto mandato com 75.068 votos, sendo a quinta deputada mais votada no estado.
Nas eleições de 2022, foi reeleita para seu quinto mandato consecutivo, com 82.717 votos.

#### Atuação parlamentar e projetos de lei
Ao longo de seus mandatos, Silvana Covatti tem se trabalhado pela defesa de políticas públicas para mulheres, idosos e jovens. Também atua na busca por mais recursos para a saúde e educação. Entre seus projetos de lei, destaca-se o PL 260/2015, que se tornou a Lei nº 14.803/2015, que garante a divulgação dos direitos das pessoas com câncer pelos órgãos públicos do estado.

### Presidente da Assembleia Legislativa
Em 2016, tornou-se a primeira mulher a presidir a Assembleia Legislativa do Rio Grande do Sul em 183 anos de história. Durante seu mandato como presidente, buscou aproximar o parlamento da comunidade.

### Governadora em exercício
Em janeiro de 2017, assumiu como governadora em exercício por quatro dias.

### Secretária da Agricultura, Pecuária e Desenvolvimento Rural
Em 30 de março de 2021, licenciou-se do mandato para assumir a Secretaria de Agricultura, Pecuária e Desenvolvimento Rural do Rio Grande do Sul, no governo de Eduardo Leite, sucedendo seu filho, Covatti Filho.

## Desempenho eleitoral
| Ano  | Eleição                       | Cargo             | Partido | Votos        | Resultado | Ref    |
| ---- | ----------------------------- | ----------------- | ------- | ------------ | --------- | ------ |
| 2006 | Estadual do Rio Grande do Sul | Deputada estadual | PP      | 65.547 votos | Eleita    | [ 3 ]  |
| 2010 | Estadual do Rio Grande do Sul | Deputada estadual | PP      | 85.604 votos | Reeleita  | [ 10 ] |
| 2014 | Estadual do Rio Grande do Sul | Deputada estadual | PP      | 89.130 votos | Reeleita  | [ 11 ] |
| 2018 | Estadual do Rio Grande do Sul | Deputada estadual | PP      | 75.068 votos | Reeleita  | [ 12 ] |
| 2022 | Estadual do Rio Grande do Sul | Deputada estadual | PP      | 82.717 votos | Reeleita  | [ 13 ] |